# Татанашвили, Евстафий Захарович
Евстафий Захарович Татанашвили (груз. ესტატე ზაქარიას ძე ტატანაშვილი, 20 августа 1902, с. Цители-Калаки, Тифлисская губерния, Российская империя — 30 сентября 1958, Тбилиси, Грузинская ССР,  СССР) — советский военачальник, генерал-майор авиации (19.08.1944).

## Биография
Родился 20 августа 1902 года в селе Цители-Калаки (близ города Гори), ныне Горийский район, Шида-Картли, Грузия. Грузин.

### Военная служба

#### Межвоенные годы
25 октября 1921 года призван в РККА и зачислен мотористом в Грузинский авиадивизион Отдельной Кавказской армии. С 28 марта 1922 года учился в школе летчиков при этом же авиадивизионе. После ее окончания в феврале 1923 года остался служить в этой школе летчиком-инструктором. В 1924 года в составе дивизиона принимал участие в подавлении меньшевистского восстания в Грузии. С декабря был военным летчиком в 27-м авиаотряде ВВС Отдельной Кавказской армии. С 19 июня по 19 июля 1926 года находился на курсах высшего пилотажа при 1-й военной школе летчиков им. А. Ф. Мясникова, затем проходил службу в 44-м отдельном корпусном авиаотряде ВВС ККА, занимая должности младшего и старшего летчика, командира звена. Член ВКП(б) с 1926 года.
В октябре 1930 года назначен командиром отряда 2-й истребительной авиаэскадрильи в городе Баку и направлен на учебу в Москву на курсы усовершенствования при Военно-воздушной академии РККА им. профессора Н. Е. Жуковского. По их окончании в апреле 1931 года вернулся на прежнюю должность. С июля 1932 года Татанашвили там же служил командиром и комиссаром 14-й отдельной истребительной авиаэскадрильи ВВС ЗакВО. В 1933 году окончил курсы ПВО в городе Севастополь. В марте 1936 года был командирован на учебу в Липецкую высшую летно-тактическую школу ВВС РККА, по окончании которой с января 1937 года командовал 121-й истребительной авиаэскадрильей ВВС ЗакВО, с сентября 1938 года — 45-м авиаполком в городе Баку.
В октябре 1938 года полковник  Татанашвили переведен в МВО на должность командира 11-го истребительного авиаполка. В ходе Советско-финляндской войны командовал 5-м сводным истребительным авиаполком, который действовал в составе ВВС 8-й армии в районе Суоярви. Лично совершил 62 боевых вылета. За успешное выполнение полком боевых задач, умелое командование и проявленный героизм полковник  Татанашвили 19 мая 1940 года был награжден орденом Красного Знамени. По окончании боевых действий в апреле 1940 года он назначается помощником командира 42-й истребительной авиабригады  ВВС БОВО в городе Бобруйск. С 13 июля он командовал 122-м авиаполком, с 8 августа занимал должность заместителя командира 11-й авиадивизии. 27 марта 1941 года переведен командиром 60-й истребительной авиадивизии, находившейся на формировании в городе Барановичи.

#### Великая Отечественная война
В начале войны полковник Татанашвили в той же должности на Западном фронте. Однако дивизия, не имея материальной части, в боевых действиях в составе фронта фактически не участвовала и вскоре была выведена в город Курск на доукомплектование. С середины августа она находилась в составе вновь сформированного Брянского фронта, а  Татанашвили с конца августа 1941 года состоял в распоряжении командующего ВВС Красной армии, затем в январе 1942 года был назначен заместителем командира по летной подготовке 3-й запасной авиабригады ВВС ПриВО.
В мае 1942 года он направлен на должность командира 248-го истребительного авиаполка. С 19 июля командовал 234-й истребительной авиадивизией, входившей в состав 1-й воздушной армии Западного фронта. Ее части поддерживали войска фронта в ходе наступления на юхновском, гжатском и ржевском направлениях. В марте 1943 года дивизия участвовала в Ржевско-Вяземской наступательной операции. После ее завершения она была выведена в резерв Ставки ВГК и находилась в составе 4-го смешанного авиакорпуса, затем в мае подчинена Брянскому фронту. В составе 1-го гвардейского истребительного авиакорпуса принимала участие в Курской битве, затем вновь была выведена в резерв Ставки ВГК. В октябре 1943 года 234-я истребительная авиадивизия вошла в 6-й истребительный авиакорпус 16-й воздушной армии Белорусского фронта и в его составе воевала до конца войны. Ее части принимали участие в битве за Днепр и освобождении Левобережной Украины, в Рогачевско-Жлобинской, Белорусской, Бобруйской, Минской, Люблин-Брестской, Висло-Одерской, Восточно-Померанской и Берлинской наступательных операциях.
Во время войны Татанашвили совершил 79 боевых вылетов, в 12 воздушных боях сбил пять немецких самолетов лично и один в группе.
Комдив Татанашвили за время войны был 7 раз персонально упомянут в благодарственных приказах Верховного Главнокомандующего.

#### Послевоенное время
После войны генерал-майор авиации  Татанашвили до февраля 1946 года продолжал командовать 234-й истребительной авиадивизией, после чего был переведен командиром 288-й истребительной авиационной Павлоградско-Венской Краснознаменной ордена Суворова дивизии. С июля 1946 года по апрель 1947 года состоял в резерве Главкома ВВС, затем был назначен заместителем командира 181-й истребительной авиационной ордена Кутузова дивизии Таврического ВО в городе Джанкой. В июле 1948 года зачислен в распоряжение Главкома ВВС с последующим откомандированием в распоряжение ДОСААФ, а в декабре назначен председателем организационного бюро ДОСАФ Грузинской ССР. В 1952 года назначен председателем Тбилисского областного комитета ДОСААФ. 16 июля 1953 года генерал-майор авиации  Татанашвили уволен в запас.

## Награды
- два ордена Ленина (в том числе 05.11.1946[6])
- четыре ордена Красного Знамени (19.05.1940[4], 10.12.1942[7], 03.11.1944[6], 19.11.1951[6])
- орден Суворова II степени (29.05.1945)[4]
- орден Кутузова II степени (23.07.1944)[8]
- орден Александра Невского (21.01.1944)[9]
- орден Отечественной войны I степени (01.09.1943)[10]

медали в том числе:
- - За победу над Германией в Великой Отечественной войне 1941—1945 гг.(24.08.1945)[11]
  - За взятие Берлина
  - За освобождение Варшавы

Приказы (благодарности) Верховного Главнокомандующего в которых отмечен Е. З. Татанашвили.
- За овладение областным центром Белоруссии городом и крепостью Брест (Брест-Литовск) — оперативно важным железнодорожным узлом и мощным укрепленным районом обороны немцев на варшавском направлении. 28 июля 1944 года № 157.
- За овладение крепостью Прага — предместьем Варшавы и важным опорным пунктом обороны немцев на восточном берегу Вислы. 14 сентября 1944 года № 187.
- За овладение городами и крупными узлами коммуникаций Сохачев, Скерневице и Лович — важными опорными пунктами обороны немцев. 18 января 1945 года. № 228.
- За овладение крупнейшим промышленным центром Польши городом Лодзь и городами Кутно, Томашув (Томашов), Гостынин и Ленчица – важными узлами коммуникаций и опорными пунктами обороны немцев. 19 января 1945 года. № 233.
- За овладение городами Бельгард, Трептов, Грайфенберг, Каммин, Гюльцов, Плате – важными узлами коммуникаций и сильными опорными пунктами обороны немцев в Западной Померании. 6 марта 1945 года. № 292.
- За овладение штурмом городами Голлнов, Штепенитц и Массов – важными опорными пунктами обороны немцев на подступах к Штеттину. 7 марта 1945 года. № 295.
- За овладение городом Альтдамм и ликвидацию сильно укрепленного плацдарма немцев на правом берегу реки Одер восточнее Штеттина. 20 марта 1945 года. № 304